# 복있는 사람
복있는 사람은 기독교 서적을 출간하는 기독교 출판사다. 1999년 맥스 루케이도의 『예수님 처럼』을 첫 책으로 출판했고, 미국장로교(PCUSA) 성직자인 유진 피터슨의 개인 번역 성경인 『메시지』 성경을 한국어로 번역했다. 마틴 로이드 존스나 성공회 주교인 존 찰스 라일 같은 청교도 서적, 가톨릭 영성가 헨리 나우웬 같은 영성 서적, 칼 바르트 같은 현대 신학자, 로완 윌리암스 전 캔터베리 대주교 같은 성공회 신학자에 이르기까지 다양한 책을 출간하고 있다. 인터넷 서점 알라딘 평가 기준으로 개신교 분야 브랜드지수 6위를 기록하고 있다.